# Mirangaba
Mirangaba är en kommun i Brasilien.   Den ligger i delstaten Bahia, i den östra delen av landet, 1 000 km nordost om huvudstaden Brasília. Antalet invånare är 16 323.
Omgivningarna runt Mirangaba är huvudsakligen savann. Runt Mirangaba är det glesbefolkat, med 13 invånare per kvadratkilometer.